# El mundo cabe en una canción
El mundo cabe en una canción é o décimo-sétimo álbum, e o décimo-quinto de estúdio, do roqueiro argentino Fito Páez.
O álbum foi lançado em 2005, com o sel Sony Music, e alcançou a certificação de “Disco de Ouro” logo no primeiro dia de venda.

## Faixas
1. El Mundo Cabe en Una Canción (3:21)
2. Rollinga o Miranda Girl (3:04)
3. Te Aliviará (4:43)
4. Sargent Maravilla (3:50)
5. Entrance (2:50)
6. Fue Por Amor (4:21)
7. Eso Que Llevas Ahí (3:43)
8. Intermezzo (1:28)
9. La Hora del Destino (2:54)
10. Enloquecer (4:24)
11. La Casa en las Estrellas (4:48)
12. Caminando Por Rosario (3:58)

## Músicos
- Piano, teclados, guitarra acústica e vocais: Fito Páez
- Baixo: Guillermo Vadalá
- Bateria: Pete Thomas (de The Attractions, a banda de Elvis Costello)
- Guitarras: Gonzalo Aloras e Coki Debernardi.
- Guitarra elétrica: Gabriel Carámbula.
- Teclados e coros: Carlos Vandera
- Back-vocal e coros: Fabiana Cantilo
- Teclados e, "El mundo cabe en una canción": Claudio Cardone.
- Percussão e guitarra em " El mundo cabe en una canción": Nigel Walker.
- Coros em "Fue por amor": Fena Della Maggiora.
- Bateria em "La casa en las estrellas": Bolsa González.

## Prêmios e Indicações

### Grammy Latino
| Ano  | Álbum                              | Indicação                  | Resultado | Ref.  |
| ---- | ---------------------------------- | -------------------------- | --------- | ----- |
| 2007 | '''El mundo cabe en una canción''' | Best Rock Solo Vocal Album | Venceu    | [ 3 ] |